# Втора република (Франция)
Вижте пояснителната страница за други значения на Втора република.
Втората република (на френски: Deuxième République) е времето на републиканско управление във Франция между Революцията от 1848 година и държавния преврат на Луи-Наполеон Бонапарт от 1852 година, с който се установява Втората френска империя.